# 荒木昭次郎
荒木 昭次郎（あらき しょうじろう、1940年9月17日 - 2021年7月10日）は、日本の行政学者。専門は地方自治、協働理論。日本で初めて協働の概念を提唱したことで知られる。自治について社会的実践原理という視座から様々な考察を行った。東海大学名誉教授、熊本県立大学名誉教授。

## 経歴
熊本県矢部町（現 山都町）出身。1961年、海上保安庁水路部。1968年、早稲田大学大学院政治学研究科（自治行政専攻）修了（政治学修士）、同年、財団法人日本都市センター研究員。1973年東海大学専任講師、1977年同助教授、1985年同教授。2000年同大学名誉教授、熊本県立大学総合管理学部教授。2010年同大学を退官、名誉教授。

## 学説
日本において、地方自治の本旨としての住民自治と団体自治について、行政機関・自治研究者のいずれもが団体自治のみに着目していることを指摘し、一貫して住民自治の充実強化こそが団体自治を強化することに繋がるとの立場をとる。
数度の在外研究を経て、ヴィンセント及びエリノア・オストロム夫妻の提唱するCo-production概念（en:Coproduction (public services)）、エマニュエル・サバスのサービスの特性分析、ロバート・キング・マートンの中範囲の理論にもとづく連続体概念分析等をもとに、日本において初めて「協働」の概念を提唱した。この協働の概念は、現在では、地方自治体の政策における基本的な理念の一つとして広く受け入れられている。
また、自治行政をあらわす鍵概念として「私たち一人ひとりが社会的力を身につけ、他社との関係の中で自律的に合意形成をはかる存在に成長していけば、そのような人たちから成る自治体の行政は効率性が高くなり、人々にとって満足度もより高くなる」という「自治効率」の概念を提唱している。これは、従来から自治の現場で対立する二項としてとらえられてきた「効率性」と「民主性」について、その両者を調和するものであるとされる。

## 著書

### 単著
- 『参加と協働：新しい市民=行政関係の創造』（ぎょうせい、1990年）
- 『協働型自治行政の理念と実際』（敬文堂、2012年）
- 『連帯と共助が生み出す協治の世界～豊かなスモールネス社会をデザインする～』（敬文堂、2019年）
- 『現代民主政治と自治～地域住民自治による地域運営のデザイン』（成文堂、2021年）

### 共編著
- 『国民百科事典』（平凡社、1973年）
- （内田満編）『現代政治学の基礎知識』（有斐閣、1975年）
- （伊藤善市編）『都市問題の基礎知識』（有斐閣、1975年）
- 『開かれた市民社会をめざして：ニューローカリズムの提唱』（創世記、1977年）
- 『現代のごみ問題：行政編』（中央法規出版、1977年）
- 『北区議会史（通史編）』（ぎょうせい、1994年）
- 『社会福祉における市民参加』（東京大学出版会、1996年）
- 『現代政治学事典』（ブレーン出版、1998年）
- 『新千年紀のパラダイム（上巻）』（九州大学出版会、2004年）
- （内田満編）『現代日本政治事典』（台湾大学出版中心、2008年）
- 『熊本学のススメ―地域学入門―』（熊本県立大学編集委員会編、2008年）
- 『現代自治行政学の基礎理論―地方自治の理論的地平を拓く―』（成文堂、2012年）
- 『総合知の地平』（九州大学出版会、2014年）
- 『真・自治行政構想の奇跡ー自治の華ひらく協治の世界ー』（敬文堂、2018年）

### 訳書
- クラブ=ジャン・ムーラン編『広域行政：権力を市民の手に』（鹿島出版会、1970年）